# Rudolf Hrušínský

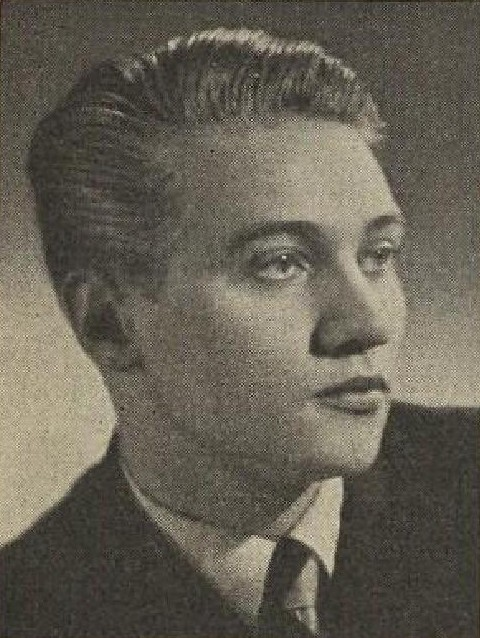
Rudolf Hrušínský v roce 1941

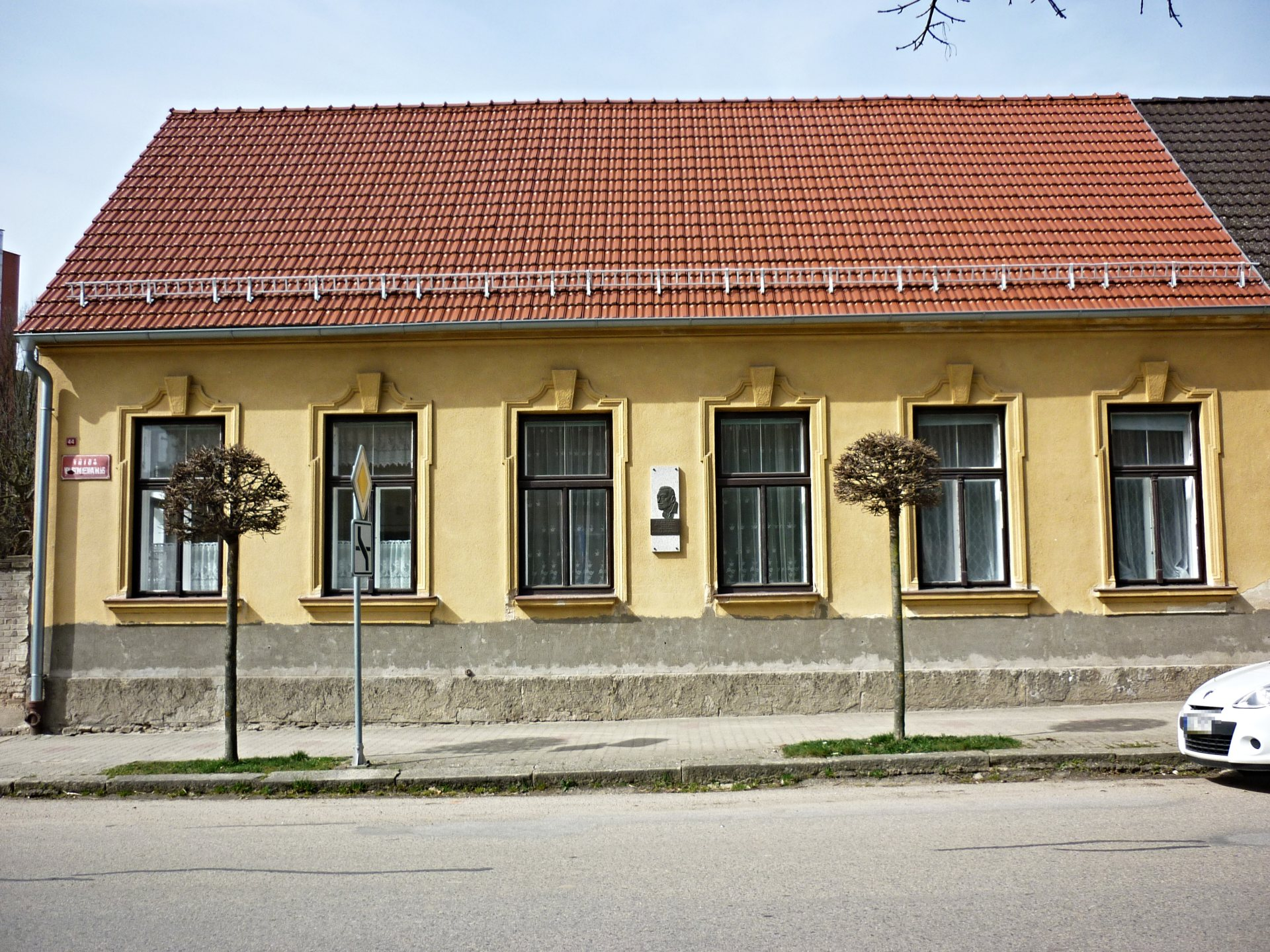
Rodný dům Rudolfa Hrušínského v Nové Včelnici

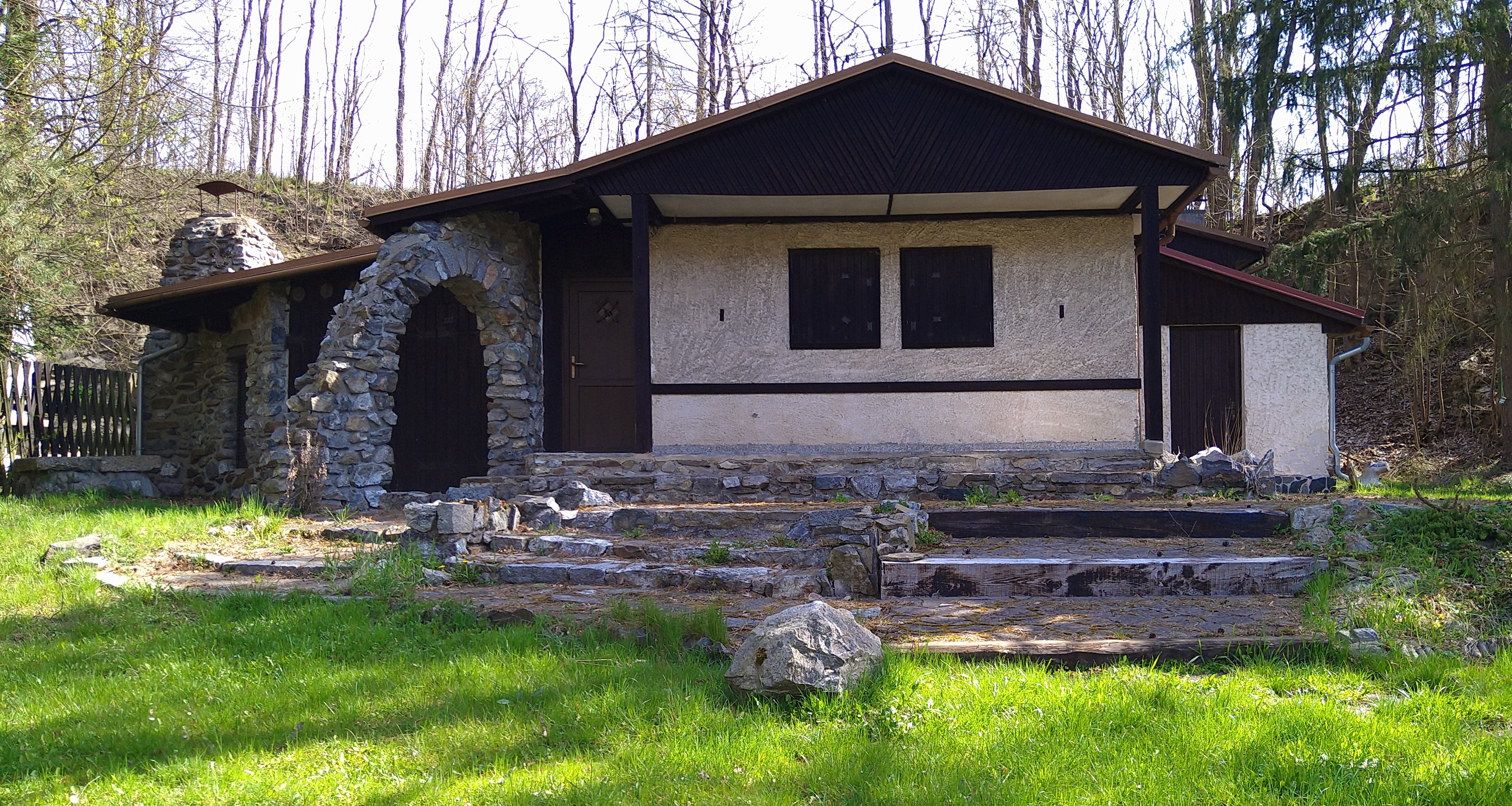
Chata rodiny Hrušínských v Plané nad Lužnicí, kterou má rodina ve vlastnictví od roku 1945

Rudolf Hrušínský starší (17. října 1920 Nový Etynk – 13. dubna 1994 Praha) byl český divadelní a filmový herec. Kromě toho působil jako divadelní a filmový režisér, je rovněž autorem jedné detektivní divadelní hry První případ z roku 1944, počátkem 90. let krátce zasedal jako poslanec Sněmovny lidu Federálního shromáždění.

## Život
Jde o potomka významného hereckého rodu Červíčků a Budínských. Matka Hermína Červíčková (1901–1989), otec Rudolf Hrušínský (nej)starší (1897– 1956), vlastním jménem Rudolf Böhm. Narodil se v jihočeském Novém Etynku (dnes Nová Včelnice) doslova za jevištěm po představení Taneček panny Márinky. Cestoval s kočovnou společností své babičky Anny Budínské-Červíčkové. Už v dětství hrál několik rolí v divadle. Později se rodina usadila v Praze v rodinné vile v ulici Nad Nuslemi.
Studoval na gymnáziu, ale pro časté absence kvůli divadelní činnosti byl vyloučen. Uvažoval o různých povoláních (např. právník), ale nakonec se stal hercem. Jeho prvním profesionálním působištěm se stala holešovická Uranie (1935) a Burianovo Déčko. V té době začal vystupovat v prvních filmech, do svých 25 let hrál v 17 filmech. V období 1940–1943, 1945–1948 a znovu pak v letech 1949–1950 působil v Divadle na Vinohradech, v letech 1950–1960 v Městských divadlech pražských. Od roku 1960 byl v angažmá v Národním divadle v Praze. Roku 1965 obdržel titul zasloužilého umělce.
Už od konce 30. let se objevoval také ve filmu, postupně se stal úspěšným a vyhledávaným filmovým hercem schopným skvěle ztvárnit nejrůznější charaktery. Mezi jeho erbovní role patří Josef Švejk v dvoudílném cyklu Karla Steklého, démonický pan Kopfrkingl v Herzově Spalovači mrtvol, nezkrotný bacilonosič Prepsl v Pozor, vizita! nebo stoický doktor Skružný v komedii Vesničko má, středisková.
V roce 1968 byl mezi prvními padesáti signatáři článku Ludvíka Vaculíka 2000 slov. Protože ani po silném nátlaku v době normalizace svůj podpis neodvolal, byl několik let bez práce a měl zakázanou činnost. Přišel tím nejen o řadu filmových a televizních rolí, ale i o místo pedagoga na DAMU, o významné zahraniční filmové nabídky a měl také zákaz pracovat v rozhlase a režírovat v divadlech. Tehdejší režim se mstil nejen Hrušínskému, ale také oběma jeho synům. Starší Rudolf nemohl po absolvování DAMU nikde najít angažmá a mladší Jan nesměl hrát ve filmu ani v divadle. Tato situace vedla k nedostatku financí v rodině a měla vliv i na Hrušínského zdraví.
Do filmu jej vrátil František Vláčil úlitbou režimu, kdy s ním natočil (velmi odlišně od místy poněkud naivně působící předlohy Doktor Meluzin) podle románu Bohumila Říhy snímek Dým bramborové natě.
| „ | Předtím jsem seděl celých šest let doma a užíral se. Byl to strašný nátlak na psychiku. Prodělal jsem čtyři infarkty a zhoršila se mi cukrovka. Nevěřil jsem, že se mi podaří v životě zažít ještě něco pozitivního. | “ |

Hrušínský se rolí doktora Meluzina vrátil po letech, kdy byl z filmování odstaven, k práci, kterou miloval. Poslední film, který natočil před zákazem, byl Oáza. Po natočení snímku Dým bramborové natě se začal opět objevovat ve filmech. Následující rok si zahrál v komedii Adéla ještě nevečeřela nebo v krimi Sázka na třináctku a rok na to se objevil v komedii Kulový blesk.
V roce 1977 podepsal Antichartu (seznam signatářů byl zveřejněn v deníku Rudé právo). Byla to daň za to, aby mohl zase plnohodnotně pracovat. Roku 1988 byl za své zásluhy oceněn titulem národního umělce.
Po převratu v roce 1989 se krátce zapojil do politiky. Po volbách roku 1990 zasedl do Sněmovny lidu za Občanské fórum (volební obvod Středočeský kraj). Po rozkladu Občanského fóra v roce 1991 působil v parlamentním klubu NOF (Nezávislí poslanci Občanského fóra). Ve Federálním shromáždění setrval do voleb roku 1992. Podle svého syna neměl původně o aktivní politickou kariéru zájem a na kandidátku Občanského fóra nastoupil s tím, aby byl zařazen na její zadní pozici. Jenže ve volbách získal tak velké množství preferenčních hlasů, že po zvolení poslancem nechtěl rezignovat na mandát, a tak ve Federálním shromáždění strávil celé volební období. Jak uvádí jeho syn, z parlamentu odcházel po dvou letech zklamán aktivní politikou.
Oženil se v prosinci 1945, v roce 1946 se narodil syn Rudolf mladší a roce 1955 Jan, oba se také stali známými herci. Herectví se věnuje i jeho vnučka (Janova dcera) Kristýna Hrušínská a po nějakou dobu i vnuk Rudolf Hrušínský nejmladší.

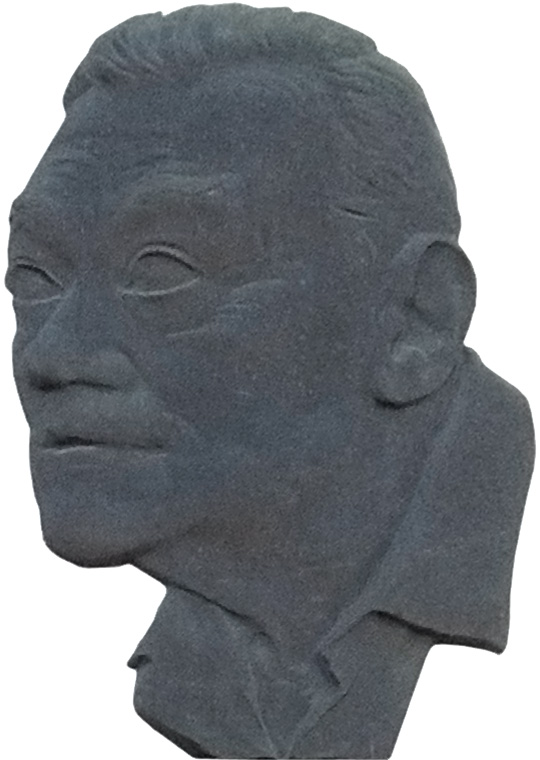
Pamětní deska Rudolfa Hrušínského na domě čp. 44 v ulici B. Smetany v Nové Včelnici

Vzdáleným příbuzenstvem Rudolfa Hrušínského je také herecký rod Petra Kostky. Oba rody mají společného předka, kterým byl herec Hynek Mušek.
Jako herecký režisér věděl přesně, co si může ke svému kolegovi dovolit. Dovedl se vcítit do jeho postavení a představit si, jak by mu bylo na našem místě. Snad právě proto s ním byla báječná spolupráce. Já měl herecké režiséry moc rád.
Lubomír Lipský 

## Ocenění
- titul zasloužilý umělec (1965)
- Laureát Státní ceny (1965)
- ocenění Zasloužilý člen Národního divadla (1982)
- titul národní umělec (1988)
- TV Rolnička
- Malé zlaté slunce (za Rozmarné léto)
- stříbrná medaile na MFF v Sitges (Spalovač mrtvol)
- cena za herecký výkon na MFF v San Sebastian (Vražda po našem)
- Trilobit
- TýTý (1991) - herec roku
- TýTý (1992) - 3.místo - herec roku

## Filmy, výběr

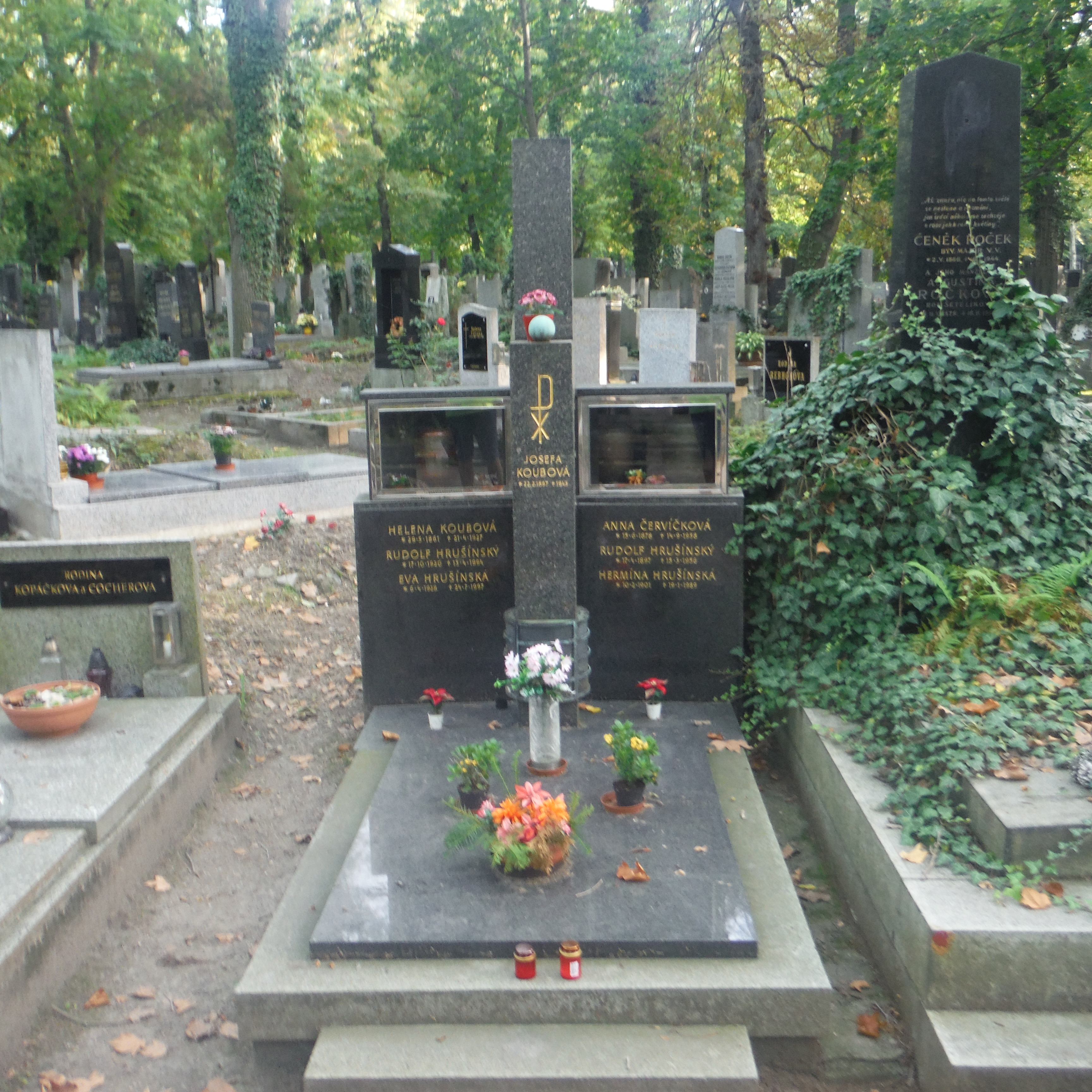
Hrob na Olšanských hřbitovech

- 1937 Lízin let do nebe - syn Rejlkových
- 1939 Humoreska – role: student Josef Hupka
- 1939 Studujeme za školou - student Karel Toman
- 1939 Cesta do hlubin študákovy duše – role: student Jan Vaněk
- 1941 Noční motýl - student filozofie Michal Lary
- 1941 Turbina - Bohumil zvaný Bonďa, Ullikův syn
- 1943 Mlhy na blatech - čeledín Vojta
- 1943 Barbora Hlavsová - Bořík, syn Hlavsových
- 1943 Jarní píseň (režie)
- 1944 Neviděli jste Bobíka? - Richard, Supův syn
- 1944 Pancho se žení (spolurežie a titulní role)
- 1947 Předtucha - Miloš Toufar
- 1948 Hostinec „U kamenného stolu“
- 1948 Ves v pohraničí - Josef, syn Pavlase
- 1956 Dobrý voják Švejk – Josef Švejk
- 1957 Poslušně hlásím – Josef Švejk
- 1959 Dařbuján a Pandrhola – Pandrhola
- 1959 Kam čert nemůže -  lékař-psychiatrdoktor Vágner, Františkův kamarád
- 1960 Vyšší princip - Kolaborant Alois Zajíček
- 1965 Třicet jedna ve stínu - Inventurník JUDr. Rudolf Kurka
- 1966 Vražda po našem - Úředník František Pokorný
- 1967 Rozmarné léto – Antonín Důra
- 1968 Spalovač mrtvol – pan Kopfrkingl
- 1968 Čest a sláva - Rytíř Václav Rynda z Loučky
- 1969 Skřivánci na niti – Důvěrník
- 1976 Dým bramborové natě - doktor Meluzin
- 1977 Adéla ještě nevečeřela – komisař Ledvina
- 1978 A kétfenekű dob – Czakó
- 1978 Kulový blesk – doktor Radosta
- 1979 Lásky mezi kapkami deště
- 1980 Postřižiny – doktor Gruntorád
- 1981 Pozor, vizita! – Prepsl
- 1981 Tajemství hradu v Karpatech – profesor Orfanik
- 1983 Slavnosti sněženek – pan Franc
- 1983 Tři veteráni – Pankrác
- 1984 Rozpuštěný a vypuštěný – otec Hlaváček
- 1985 Vesničko má středisková – doktor Skružný
- 1986 Smrt krásných srnců – Prošek
- 1987 Jak básníkům chutná život – malíř Hubáček, otec Píšťalky
- 1990 Tichá bolest - děda Janka Kadavého
- 1991 Obecná škola – ředitel školy
- 1991 Žebrácká opera - policejní velitel Bill Lockit

## Televize
- 1964 Drahý zesnulý (TV komedie) – role: tatínek Jindřich
- 1967 Waterloo (TV film) – role: Napoleon Bonaparte
- 1969 Pasiáns (TV film) – role: průvodce Aleš
- 1970 Lítost (TV film) – role: otec Zárubecký
- 1970 Svatební noc (TV inscenace povídky) – role: houslista Hugo Nováček
- 1970 Mauricius (TV inscenace) – role: otec Andregast
- 1970 Julián odpadlík (TV inscenace) – role: císař imperátor Juliánus Augustus
- 1979 Zlatí úhoři (TV film) – role: Prošek
- 1979 Příbuzenstvo (TV inscenace) – role: kriminalista major Valenta
- 1980 Královská hra (TV dramatizace Šachové novely Stefana Zweiga) – role: mistr Čentovič
- 1980 Tajemství Ďáblovy kapsy (TV film) – role: sedlák Buchar
- 1981 Jasnovidec (TV inscenace povídky) – role: vrchní státní zástupce Dr. Klapka
- 1987 Smrt Archimedova (TV inscenace povídky Karla Čapka, role: Archimédes
- 1992 Chobotnice (Italský TV seriál) VI. série – role: bankéř Stefan Litvak a mafiánský boss
- 1993 Noc rozhodnutí (TV inscenace) – role: Emil Hácha

## Dokumenty
- 1993 Album - rozhovor s Markem Ebenem
- 1993 GEN - Rudolf Hrušínský pohledem Milana Šteindlera
- 2003 Tichý muž – vzpomínkový dokument o Rudolfu Hrušínském
- 2015 Tajemství Rudolfa Hrušínského, vzpomínkový dokument, TV Barrandov

## Rozhlas
- 1955 William Shakespeare: Veselé paničky windsorské - role: pan Věchýtek, režie: Josef Bezdíček
- 1967 Peter Karvašː Sedm svědků – roleː starší vyšetřující, režieː Jiří Horčička
- 1986 Theodore Dreiser: Americká tragédie,  dvoudílná četba na pokračování, Československý rozhlas Praha: režie: Jiří Horčička. Role: Samuel Griffiths.

## Knižní publikace - osobní biografie
- Rudolf Hrušínský - 100 rozmarných lét (2020) [13] - vzpomínková kniha

- Muž, který trvá na svém. Rozhovor s Rudolfem Hrušínským (1992) - rozhovor [14]

- Kronika rodu Hrušínských (1994, 2012, 2020) / Marie Valtrová[15] [16]

## Divadlo

### Národní divadlo
Šéf činohry Národního divadla (SEZONA 1969/1970)
Textové a hudební úpravy
Měsíc na vsi premiéra SEZONA 1964/1965 - Úprava
Inscenátor
Měsíc na vsi premiéra SEZONA 1964/1965 - Režie
Bláznivá ze Chaillot premiéra SEZONA 1966/1967 - Režie
Zkouška ohněm premiéra SEZONA 1968/1969 - Režie
Loupežník premiéra SEZONA 1969/1970 - Režie
Pygmalion premiéra SEZONA 1991/1992 - Režie
Role
Ženský boj premiéra SEZONA 1958/1959 - Halák
Drahomíra a její synové premiéra SEZONA 1959/1960 - Boleslav
Půlnoční mše premiéra SEZONA 1959/1960 - Marian
Život a dílo A. P. Čechova premiéra SEZONA 1959/1960 - Karjatin
Křišťálová noc premiéra SEZONA 1960/1961 - Jenda
Antigona a ti druzí premiéra SEZONA 1961/1962 - Záriš
Kavkazský křídový kruh premiéra SEZONA 1961/1962 - Její syn Jussup
Večer s umělci ND premiéra SEZONA 1961/1962 - Účinkují
Veselé windsorské paničky premiéra SEZONA 1961/1962 - Dvojctihodný pan David Veleba
Království boží premiéra SEZONA 1962/1963 - Přibík z Klenového
Oidipús vladař premiéra SEZONA 1962/1963 - Láiův sluha
Rozrušená země premiéra SEZONA 1962/1963 - Kondrat Majdannikov
Andorra premiéra SEZONA 1963/1964 - Hostinský
Osamění premiéra SEZONA 1963/1964 - Jang Čao
Zítra pokračujeme premiéra SEZONA 1963/1964 - Barla
Jeppe z Vršku premiéra SEZONA 1964/1965 - Jeppe
A co láska? premiéra SEZONA 1965/1966 - Milt Manville
Zmoudření dona Quijota premiéra SEZONA 1965/1966 - Sancho
Poslední premiéra SEZONA 1966/1967 - Ivan Kolomijcev
Novokřtěnci premiéra SEZONA 1967/1968 - Johann Bockelson z Leydenu
Zkouška ohněm premiéra SEZONA 1968/1969 - Místoguvernér Danforth
Třetí zvonění premiéra SEZONA 1970/1971 - Sadílek
Vstanou noví bojovníci premiéra SEZONA 1970/1971 - Valdek
Othello premiéra SEZONA 1971/1972 - Jago
Všichni moji synové premiéra SEZONA 1971/1972 - Joe Keller
Bouře premiéra SEZONA 1972/1973 - Savel Prokofjevič Dikoj
Zkrocení zlé ženy premiéra SEZONA 1972/1973 - Grumio
Lesní duch premiéra SEZONA 1973/1974 - Ilja Ďadin
Námluvy Pelopovy premiéra SEZONA 1973/1974 - Oinomaos
Optimistická tragédie premiéra SEZONA 1974/1975 - Pohlavár skupiny anarchistů
Smír Tantalův premiéra SEZONA 1974/1975 - Stín Oinomaův
Tvrdohlavá žena a zamilovaný školní mládenec premiéra SEZONA 1974/1975 - Kuba
Vojna a mír premiéra SEZONA 1974/1975 - Napoleon Bonaparte
Mnoho povyku pro nic premiéra SEZONA 1975/1976 - Benedetto
Mrtvé duše premiéra SEZONA 1975/1976 - Sobakevič
Po noci den premiéra SEZONA 1975/1976 - Suvdyr Ahmed
Páni Glembayové premiéra SEZONA 1976/1977 - Ignjat Glembay
Poslední prázdniny premiéra SEZONA 1976/1977 - Antonín Burda
Zadržitelný vzestup Artura Uie premiéra SEZONA 1977/1978 - Starý Dogsborough
Nebožtík Nasredin premiéra SEZONA 1978/1979 - Nasredin
Není nad vzdělanost premiéra SEZONA 1978/1979 - Druhý mužik
Bílá nemoc premiéra SEZONA 1979/1980 - Malomocný-Baron Krüg
Idiot premiéra SEZONA 1980/1981 - Ardalion Alexandrovič Ivolgin
Kočka na rozpálené plechové střeše premiéra SEZONA 1981/1982 - Otec
Letní hosté premiéra SEZONA 1981/1982 - Petr Suslov
Životopis mého strýce premiéra SEZONA 1982/1983 - Strýc nejstarší-Janeček Josef
Lucerna premiéra SEZONA 1983/1984 - Ivan
Stará dobrá kapela premiéra SEZONA 1983/1984 - Šána
Výnosné místo premiéra SEZONA 1984/1985 - Aristarch Višněvskij
Věc Makropulos premiéra SEZONA 1985/1986 - Hauk-Šendorf
Konec světa premiéra SEZONA 1986/1987 - Philipp Stone
Král Jindřich IV. premiéra SEZONA 1987/1988 - Rytíř Jan Falstaff
Miliónový Marco premiéra SEZONA 1987/1988 - Kublaj
Král Jindřich IV. premiéra SEZONA 1988/1989 - Jan Falstaff
Jak se vám líbí premiéra SEZONA 1990/1991 - Jacques
Divoká kachna premiéra SEZONA 1992/1993 - Starý Ekdal
Malý pan Friedemann / Psycho premiéra SEZONA 1992/1993 - Hlas (Malý pan Friedemann), Hlas (Psycho) 